# اتو هالتبرگ
اتو هالتبرگ (انگلیسی: Otto Hultberg; ۲۴ نوامبر ۱۸۷۷ – ۲۴ نوامبر ۱۹۵۴) ورزشکار ورزش تیراندازی اهل سوئد بود.
وی در مسابقات کشوری و بین‌المللی در مجموع برندهٔ ۱ مدال نقره شده‌است.